# Stygnobrotula latebricola
Stygnobrotula latebricola е вид лъчеперка от семейство Bythitidae. Видът не е застрашен от изчезване.

## Разпространение и местообитание
Разпространен е в Американски Вирджински острови, Бахамски острови, Венецуела, Колумбия, Куба, Кюрасао, Пуерто Рико, САЩ (Флорида) и Тринидад и Тобаго.
Обитава крайбрежията на океани, морета и рифове в райони с тропически климат. Среща се на дълбочина от 8,5 до 18 m, при температура на водата от 27,4 до 27,5 °C и соленост 35 – 35,3 ‰.

## Описание
На дължина достигат до 7,5 cm.